# The Coughing Horror
The Coughing Horror est un film britannique muet réalisé par Fred Paul (en), sorti en 1924, de la série Fu Manchu.

## Fiche technique
- Titre original : The Coughing Horror
- Réalisation : Fred Paul (en)
- Scénario : Fred Paul, d'après une histoire de Sax Rohmer
- Société de production : Stoll Picture Productions
- Pays de production : Royaume-Uni
- Format : Noir et blanc - Muet
- Durée : 31 minutes
- Date de sortie :
  - Royaume-Uni : Août 1924

## Distribution
- H. Agar Lyons : Dr Fu Manchu
- Fred Paul (en) : Nayland Smith